# Laurila

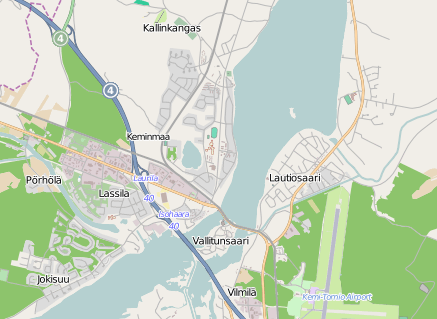
Laurila ligger väster om Kemi älv med Lautiosaari och flygplatsen på andra sidan.

Laurila är en del av Kemi centraltätort. Där ligger Keminmaas kommunhus. Där finns också biblioteket liksom lågstadieskolorna Lassilan koulu, Kirkonmäen koulu, högstadiet Keskuskoulu och gymnasiet Keminmaan lukio.
Laurila järnvägsstation är en förgreningsstation utan persontrafik på järnvägen mellan Uleåborg och Torneå. Härifrån går Laurila–Kelloselkä-banan till Rovaniemi, Kemijärvi och Kelloselkä.